# Universalis Ecclesiae

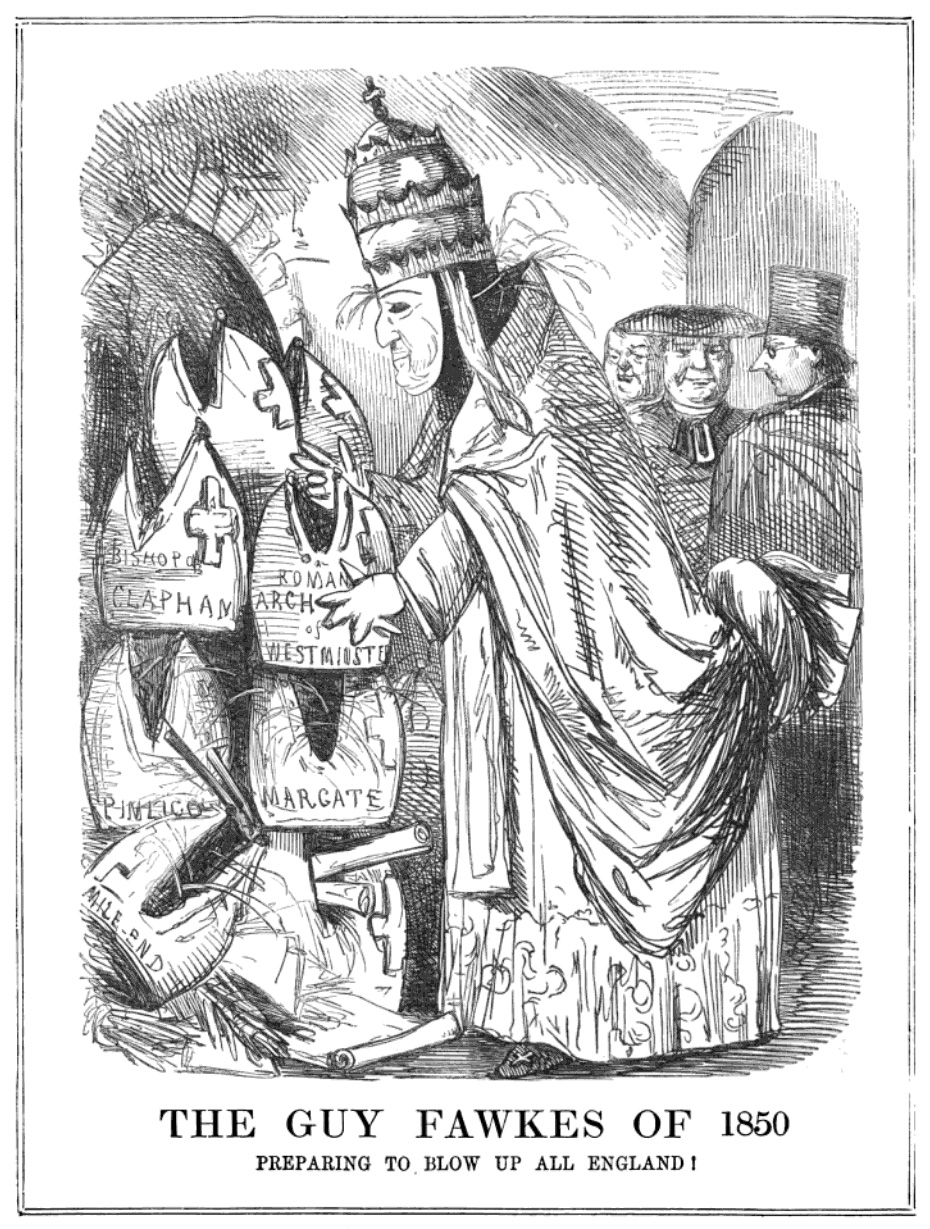
Die Wiederherstellung der katholischen Hierarchie in England im Jahr 1850 löste heftige Reaktionen aus. Dieser Punch- Cartoon, der im November desselben Jahres veröffentlicht wurde, zeigt den Papst als „The Guy Fawkes von 1850 – der sich darauf vorbereitet, ganz England in die Luft zu jagen!“

Universalis Ecclesiae („Der universalen Kirche“) ist eine Zirkumskriptionsbulle vom 29. September 1850, mit der Papst Pius IX. die Wiederherstellung der kirchlichen Hierarchie in England anordnete.

## Vorgeschichte
Als den Katholiken in England die normale bischöfliche Hierarchie entzogen wurde, ihre allgemeine Seelsorge zunächst einem Priester mit dem Titel eines Erzpriesters (de facto einem apostolischen Präfekten) anvertraut. Von 1623 bis 1688 wurde sie einem oder mehreren apostolischen Vikaren übertragen, Titularbischöfen, die nicht wie Diözesanbischöfe in ihrem eigenen Namen regierten, sondern vorläufig im Namen des Papstes. Anfangs gab es einen einzigen Vikar für das gesamte Königreich, später wurde ihre Zahl auf vier erhöht, die jeweils dem London District, dem Midland District, dem Northern District und dem Western District zugeteilt waren. 1840 verdoppelte sich die Zahl der Vikariate auf acht: die apostolischen Vikariate des London District, der Western, Eastern und Central Districts sowie der Districts von Wales, Lancashire, Yorkshire und North.
Die rechtliche Situation der Katholiken in England und Wales wurde durch den Roman Catholic Relief Act von 1829 zum Besseren gewendet, und die englischen Katholiken, deren Zahl zuvor auf einige Zehntausend geschrumpft war, nahmen im 19. Jahrhundert Tausende von Konvertiten aus dem Anglikanismus und Millionen von irischen katholischen Einwanderern auf, so dass die Katholiken etwa 10 % der Gesamtbevölkerung Englands und einen erheblich höheren Anteil der Kirchgänger stellten.
Der Papst legte fest, dass die kirchliche Hierarchie aus der Kirchenprovinz Erzbistum Westminster und insgesamt zwölf Suffraganbistümern bestehen sollte.
Der Londoner Bezirk wurde zur Erzdiözese Westminster und zur Diözese Southwark; der nördliche Bezirk wurde zur Diözese Hexham; der von Yorkshire wurde zur Diözese Beverley; der Bezirk Lancashire wurde zu den Diözesen Liverpool und Salford; der walisische Bezirk (der angrenzendes englisches Gebiet umfasste) wurde zu den beiden Diözesen Menevia und Newport und Shrewsbury; der westliche Bezirk wurde zu den Diözesen Clifton und Plymouth; der zentrale Bezirk wurde zu den Diözesen Nottingham und Birmingham; und der östliche Bezirk wurde zur Diözese Northampton. Somit bestand die wiederhergestellte Hierarchie aus einem Metropolitanerzbischof und zwölf Suffraganbischöfen.
| Diözese             | Bischof                          |
| ------------------- | -------------------------------- |
| Westminster         | Nicholas Patrick Stephen Wiseman |
| Birmingham          | William Bernard Ullathorne OSB   |
| Nottingham          | Joseph William Hendren OFM       |
| Shrewsbury          | James Brown                      |
| Newport und Menevia | Thomas Joseph Brown, OSB         |
| Liverpool           | George Hilary Brown              |
| Beverly             | John Briggs                      |
| Salford             | William Turner                   |
| Southwark           | Thomas Grant                     |
| Plymouth            | George Errington                 |
| Northampton         | William Wareing                  |
| Hexham              | William Hogarth                  |
| Clifton             | Thomas Burgess                   |

In Schottland wurden drei Apostolische Vikariate errichtet, die sich in das östliche, westliche und nördliche Vikariat Schottlands aufteilten. Für Gibraltar wurde ein eigenes Vikariat errichtet.